# Area della Giudea e Samaria
L'Area della Giudea e Samaria (in ebraico יהודה ושומרון‎?, Yehuda ve-Shomron, abbreviato in יו"ש‎ Yosh o ש"י‎ Shai; in arabo اليهودية والسامرة‎?, al-Yahūdiyya wa-s-Sāmara) è il nome utilizzato da Israele per indicare la Cisgiordania occupata come suo distretto. Conquistata da Israele alla fine della guerra dei sei giorni, l'ONU e la Corte internazionale di giustizia la definiscono un territorio occupato illegalmente.

## Terminologia
A seguito dell'occupazione della Cisgiordania nella guerra dei sei giorni del 1967, Israele cominciò a riferirsi a tali territori con dei nomi ebraici. Alcuni settori politici israeliani, i cosiddetti "falchi", ne rivendicarono l'integrazione effettiva nello Stato di Israele sulla base di considerazioni "storiche", "religiose" e "di sicurezza'. Nel dicembre 1967 il governatorato militare israeliano che gestiva le zone occupate nella guerra da poco conclusa stabilì che il termine "Giudea e Samaria" dovesse essere usato in maniera equivalente a "Cisgiordania" (in inglese West Bank, "sponda occidentale"). Comunque tale terminologia entrò effettivamente in uso solo nel 1977, quando Menachem Begin, uno dei sostenitori dell'estensione della sovranità di Israele sulla regione, divenne primo ministro. La stessa corte suprema di Israele ha del resto considerato tale area (la Cisgiordania esclusa Gerusalemme Est) "territorio occupato" in una sentenza del 2005 relativa alle recinzioni di alcuni insediamenti israeliani. Cisgiordania, nell'accezione più comune del termine, comprende anche Gerusalemme Est che, sebbene sia un territorio conteso, è di fatto sottoposto all'amministrazione e alle leggi civili israeliane del distretto di Gerusalemme.
In Giudea e Samaria, Giudea non coincide con la Giudea antica e si riferisce alla regione a sud di Gerusalemme, comprese Gush Etzion e Har Hebron. Analogamente, Samaria si riferisce alla zona a nord di Gerusalemme. La sinistra israeliana preferisce il termine ha-Gada ha-Ma'aravit (in ebraico הגדה המערבית‎?, "la Sponda Occidentale", equivalente a West Bank) o ha-Shetahim ha-Kvushim (השטחים הכבושים‎, "i Territori Occupati").
Da notare che parti non contigue dell'area e diverse cittadine al suo interno sono di fatto controllate e/o amministrate dallo Stato di Palestina secondo gli accordi di Oslo.

## Stato
La zona della Giudea e Samaria (la cui superficie è di circa 5.900 km²) è gestita dal Comando Centrale delle Forze di Difesa Israeliane, e le decisioni amministrative sono soggetti al comando del capo, Aluf Gadi Shamni.
La Risoluzione 242 del Consiglio di sicurezza delle Nazioni Unite votata nel novembre 1967, dopo che Israele conquistò la regione alla Giordania nella guerra dei Sei Giorni, dichiara che Israele deve ritirarsi dai (versione francese) o genericamente da (versione inglese) territori catturati nel conflitto, con l'obbligo di risolvere tutte le questioni e gli stati di belligeranza. La differenza fra le due versioni ha dato àdito in seguito a due diverse interpretazioni: ritiro totale (secondo la versione francese) richiesto dai palestinesi o ritiro parziale (secondo la versione inglese) sostenuto dagli israeliani. La questione è tuttora dibattuta. Il futuro status della regione è un fattore chiave nel corso del conflitto israelo-palestinese.

## Storia
Samaria fu uno dei distretti amministrativi del Mandato britannico della Palestina. Il riferimento alla Giudea e la Samaria come una singola unità è più recente, in particolare dal momento della loro occupazione. A seguito della guerra arabo-israeliana del 1948, la Cisgiordania venne occupata dalla Giordania, che l'annesse formalmente il 24 aprile 1950. Tale annessione venne considerata illegale dalla stessa Lega araba e fu riconosciuta solo da Regno Unito, Iraq e Pakistan. L'amministrazione giordana perdurò fino all'occupazione israeliana, avvenuta nella guerra dei sei giorni.

## Sub-regioni amministrative
L'area è suddivisa in 8 regioni amministrative militari: Menashe (zona di Jenin), HaBik'a (Valle del Giordano), Shomron (zona di Sichem - conosciuta in arabo come Nablus), Efrayim (zona di Tulkarm), Binyamin (zona di Ramallah/al-Bireh), Maccabim (zona di Maccabim), Etzion (Betlemme) e Yehuda (zona di Hebron).

### Municipalità
Tutte le municipalità portano il nome delle città e villaggi costruiti dopo l'occupazione e chiamati insediamenti israeliani. Solo parte del territorio è sotto loro giurisdizione.
| Città                                                  | Consigli locali | Consigli regionali                                                                |
| ------------------------------------------------------ | --- | --------------------------------------------------------------------------------- |
| - Ariel - Betar Illit - Ma'ale Adummim - Modi'in Illit | - Alfei Menashe - Beit Aryeh-Ofarim - Beit El - Efrat - Elkana - Giv'at Ze'ev - Har Adar - Immanuel - Karnei Shomron - Kedumim - Kiryat Arba - Ma'ale Efraim - Oranit | - Bik'at HaYarden - Gush Etzion - Har Hebron - Mateh Binyamin - Megilot - Shomron |